# 23. stoletje pr. n. št.
Triindvajseto stoletje pr. n. št. obsega leta od 2300 pr. n. št. do vključno 2201 pr. n. št.

## Kronologija
Kronologija 23. stoletja pr. n. št. zajema pregled najpomembnejših svetovnih dogodkov v tem stoletju.

## Glavni dogodki
- Akadsko kraljestvo osvoji Suzo, prestolnica Elama.
- V Mariju se prične vladavina dinastije Šakanakov.